# Vonósszextett
A vonóssextett egy komolyzenei együttes, melynek tagjai vonós hangszerek. Neve a 6 (=szextett) szóból származik.
Tagjai:
- 2 hegedű
- 2 brácsa
- 2 cselló

## Főbb művek vonósszextettekre
- Luigi Boccherini: 6 vonósszextett, op. 23
- Johannes Brahms: B-dúr vonósszextett, op. 18 és G-dúr vonósszextett, op. 36
- Alekszandr Porfirjevics Borogyin: d-moll vonósszextett
- Pjotr Iljics Csajkovszkij: d-moll vonósszextett, op. 70, „Souvenir de Florence”
- Ferdinand David: Vonósszextett, op. 38
- Michael Denhoff: Two once so one (Beckett-Momentum), op. 66 (Vonósszextett szóló brácsával és csellóval)
- Antonín Dvořák: Vonósszextett, op. 48
- Vincent d’Indy: Vonósszextett, op. 92
- Niels Wilhelm Gade: Vonósszextett, op. 44
- Reinhold Glière: Vonósszextettek (op. 1, 7, 11)
- Heinrich Hofmann: Vonósszextett, op. 25
- Erich Wolfgang Korngold: Vonósszextett, op. 10
- Nyikolaj Andrejevics Rimszkij-Korszakov: Á-dúr vonósszextett
- Jochaim Raff: Vonósszextett, op. 178
- Max Reger: Vonósszextett, op. 118
- Anton Grigorjevics Rubinstejn: Vonósszextett, op. 97
- Arnold Schönberg: "Verklärte Nacht", op. 4
- Louis Spohr: C-dúr vonósszextett, op. 140
- Richard Strauss: Nyitány a „Capriccio”hoz.

## Lásd még
- Vonóstrió
- Vonósnégyes
- Vonósötös